# Erich Slupetzky
Erich Slupetzky (* August 1922 in Linz; † November 1994 ebenda) war ein österreichischer Unternehmer und FPÖ-Politiker.

## Leben und Politik
Der älteste Sohn von Anton Slupetzky war während des Deutschen Reiches Führer der Linzer Hitlerjugend. Nach dem Zusammenbruch des Dritten Reiches wurde er im Rahmen der Soucek-Rössner-Verschwörung, dem ersten prominenten Fall nationalsozialistischer Wiederbetätigung in Österreich nach dem Zweiten Weltkrieg mit 80 weiteren Personen verhaftet und ins Gefangenenhaus Graz eingeliefert.
1952 gründete Slupetzky ein Großhandelsunternehmen zum Handel und Vertrieb von chemischen Rohstoffen. Für seine berufliche Tätigkeit wurde ihm der Titel Komm.-Rat verliehen.
Von 1960 bis 1973 war er Obmann des Turnvereines Linz 1862, von 1962 bis 1973 Obmann-Stellvertreter des Allgemeinen Turnvereines Linz und von 1973 bis 1977 Erster Bundesobmann-Stellvertreter des ÖTB. Schließlich wurde Slupetzky 1978 zum Bundesobmann des ÖTB bestellt. In seiner bis 1983 dauernden Obmannschaft wurde die Schreibweise der Bundesturnzeitung vom Wiener Landesgericht als neofaschistisch rechtskräftig festgestellt.
Weiters war Slupetzky Inserent in den Mitteilungen der Wohlfahrtsvereinigung der Glasenbacher. 1986 unterstützte er die Kandidatur von Otto Scrinzi bei der Bundespräsidenten-Wahl. Im Oktober 1991 kandidierte er für die FPÖ bei der Linzer Gemeinderatswahl.